# Kościół Niepokalanego Poczęcia Najświętszej Maryi Panny w Bytyniu
Kościół Niepokalanego Poczęcia Najświętszej Maryi Panny – znajduje się we wsi Bytyń, w gminie Kaźmierz, w powiecie szamotulskim, w województwie wielkopolskim. Należy do dekanatu pniewskiego archidiecezji poznańskiej.

## Historia
Dzisiejszy kościół stoi prawdopodobnie tam, gdzie stał jego drewniany poprzednik. Obecna budowla została zbudowana na początku XVI wieku, i otrzymała wezwanie św. Mikołaja. Był to jednonawowy budynek w stylu gotyckim. W 1608 kościół przeszedł większy remont, po którym otrzymał wezwanie Niepokalanego Poczęcia Najświętszej Maryi Panny. Podczas II wojny światowej, kościół został zdewastowany, a w jego wnętrzu urządzono magazyn książek.
Ostatni większy remont kościół przeszedł na przełomie XX i XXI wieku. Uroczysta konsekracja odbyła się 12 grudnia 2004, konsekratorem był arcybiskup Stanisław Gądecki.